# Garzau-Garzin
Garzau-Garzin è un comune di 458 abitanti del Brandeburgo, in Germania.

Appartiene al circondario (Landkreis) del Märkisch-Oderland (targa MOL) ed è parte della comunità amministrativa (Amt) della Märkische Schweiz.

## Storia
Il comune di Garzau-Garzin venne creato il 31 dicembre 2001 dalla fusione dei comuni di Garzau e di Garzin.

## Geografia antropica

### Suddivisioni amministrative
Il territorio comunale comprende 2 centri abitati (Ortsteil), corrispondenti ai vecchi comuni uniti:
- Garzau
- Garzin